# Фирсов, Василий Николаевич
Василий Николаевич Фи́рсов (1951—2010) — русский прозаик, сказочник, фольклорист.

## Биография
Среднюю школу окончил в посёлке Ошта. После службы на Северном флоте на военно-морской базе в Гремихе, в 1971—1975 годах работал на строительстве Камского автомобильного завода слесарем, экскаваторщиком.
Поступил в Литературный институт, проучившись один год, вернулся к тяжело заболевшей матери в Запань, работал в леспромхозе.
Первый рассказ был опубликован в 1979 году в журнале «Север» .
После переезда в 1984 году в Петрозаводск заочно окончил филологический факультет Карельского пединститута, работал штамповщиком на Онежском тракторном заводе, корреспондентом районной газеты «Прионежье».
В Союз писателей России был принят в 1998 году.